# Plaça Zabala
La Plaça Zabala (castellà: Plaza Zabala) es troba a la ciutat de Montevideo, Uruguai. Està ubicada a la Ciudad Vieja. Pren el seu nom de Bruno Mauricio de Zabala (1682 - 1736), fundador de la ciutat.
Es caracteritza per la seva disposició obliqua, la qual transgredeix l'escaquer perfecte dels carrers del barri històric, així com per l'aire de jardí parisenc que li va donar el seu dissenyador, un arquitecte paisatgista francès, Eduardo André.
És de les poques places de Montevideo que encara manté les seves reixes i portes de ferro. Es troba on antigament hi havia el Fort. El carrer que envolta la plaça es diu Circunvalación Durango, en homenatge a la localitat biscaïna de Durango, on va néixer Zabala. Al costat nord destaca el Palacio Taranco, seu del Museu d'Arts Decoratives i la casa de Saenz-Zumarán, avui seu d'un banc.

## Orígens
A finals de 1878 —durant la dictadura del coronel Lorenzo Latorre— es va decidir demolir el Fort i construir al seu lloc una plaça pública. No obstant això, durant 12 anys aquest lloc es va convertir en un terreny erm, donant lloc a la Plaça recent el 31 de desembre de 1890. L'estàtua eqüestre de Bruno Mauricio de Zabala, obra de l'escultor espanyol Lorenzo Coullaut Valera amb la col·laboració de l'arquitecte basc Pedro Muguruza Otaño, va ser inaugurada el 27 de desembre de 1931.